# Adult Themes for Voice
Adult Themes for Voice är Mike Pattons första soloskiva och är en mix av olika små ljudexperiment som Patton lekt fram på sin portastudio när han har haft tråkigt i olika hotellrum och dylikt. Skivan släpptes den 23 april 1996 på kollegan John Zorns skivbolag Tzadik. Mike Patton står själv för alla instrument(?) och sång.

## Låtlista
1. Wuxiapian
2. I Killed Him Like a Dog... And He Still Laughed
3. Smog
4. The Man in the Lower Left Hand Corner of the Photograph
5. Robit Sex (Neon)
6. Screams of the Asteroid
7. Robit Sex (B/W)
8. Porno Holocaust
9. Inconsolable Widows in Search of Distraction
10. Hurry Up and Kill Me... I'm Cold
11. Man Alone in Steambath
12. Guinea Pig 1
13. Guinea Pig 2
14. Guinea Pig 3
15. Guinea Pig 4
16. A Woman With the Skin of the Moon
17. A Lizad With the Skin of the Moon
18. Catheter
19. Fix It So the Bruises Don't Show
20. Robot Sex (Water Colors)
21. A Ceremony of Senses, an Alibi in the Red Light District
22. Butterfly in a Glass Maze
23. Pajama Party Horror
24. A Leper With the Face of a Baby Girl
25. The One Armed Vs. 9 Killers
26. Pillow Bitter
27. Raped on a Bed of Sand
28. Violence
29. Red Mouth, Black Orgasm
30. Wuxiapian Fantastique
31. A Smile, a Slap in the Face, a Fart, a Kiss on the Mouth
32. Private Lessons on Planet Eros
33. Pneumonia With Complications
34. Orgy in Reverb (10 Kilometers of Lust)